# Yasutoshi Murakawa
Yasutoshi Murakawa (村川 康敏?, Yasutoshi Murakawa; 31 maggio 1971) è uno sceneggiatore giapponese.

## Carriera
Ha studiato sotto Kanji Kashiwabara, Takuya Nishioka, Yumiko Inoue, lavorando poi come scrittore.
È membro del Japan Writers Guild.

## Filmografia

### Sceneggiatura
- OneChanbara (2008)
- Wangan Midnight (2009)
- Psycho Shark (2009)
- Sagishi Ririko (2009)
- Athlete: Ore ga kare ni oboreta hibi (2019)

### Anime
- Golgo 13 (2009)
- Letter Bee (2010)
- Detective Conan (2012-)